# Reinis Bērziņš
Reinis Bērziņš est un patineur de vitesse sur piste courte letton.

## Biographie
Au cours de la saison de Coupe du monde de patinage de vitesse sur piste courte 2021-2022, il est 23e au 1500 mètres, sa meilleure distance.
Il participe aux épreuves de patinage de vitesse sur piste courte aux Jeux olympiques de 2022 sur le 1500 mètres.